# Amazon S3
Amazon Simple Storage Service (Amazon S3) — облачная система хранения в составе Amazon Web Services, организованная по объектному принципу. Впервые появилась в марте 2006 года в США и в ноябре 2007 года в Европе.
Amazon S3 используется многими другими службами для хранения и хостинга файлов, таковы, например, сервис хранения и обмена файлов Dropbox, веб-сайты Twitter и Woot.com, загрузчик игры Minecraft.
В марте 2012 года компания Nasuni провела опыт, в течение которого поочерёдно передавала массивный объём данных (12 ТБ) из одной облачной системы хранения в другую с участием Amazon S3, Microsoft Azure и Rackspace: скорость передачи данных сильно различались в зависимости от того, какое облако принимало данные.